# Serranus atricauda
Serranus atricauda är en fiskart som beskrevs av Günther, 1874. Serranus atricauda ingår i släktet Serranus och familjen havsabborrfiskar. IUCN kategoriserar arten globalt som otillräckligt studerad. Inga underarter finns listade i Catalogue of Life.